# Metaphya micans
Metaphya micans är en trollsländeart som beskrevs av Harry Hyde Laidlaw, Jr. 1912. Metaphya micans ingår i släktet Metaphya och familjen skimmertrollsländor. Inga underarter finns listade i Catalogue of Life.